# Stockholms bulgariska damkör
Stockholms bulgariska damkör bildades 1992 under ledning av den bulgariska körpedagogen Maria Leshkova, som även har medverkat i den bulgariska damkörsprojektet Le Mystère des Voix Bulgares. Maria Leshkova medverkade vid körens 20-årsjubileum på Stallet i Stockholm den 24 mars 2012. Den före detta körmedlemmarna Ika Nord delade konferencierskapet med den dåvarande medlemmen Eva Lagerheim. Anette Eriksson-Linander och Bibbi Jonsson, även de medlemmar, förstärkte kören instrumentalt med fiol respektive dragspel.
Kören växte fram ur en kurs i bulgarisk folksång som Leshkova höll under Falun Folkmusik Festival. Leshkova träffade kören ungefär vartannat år för att lära dem nya sånger. Deras framträdanden sträcker sig från privata födelsedagsfester, tillställningar vid Bulgariens ambassad i Stockholm, församlingsafton i Stockholms slott, Stockholms vattenfestival 1997 och allmänna konserter i Stockholms tunnelbana. Kören har också haft jubileumskonserter på Stallet i Stockholm 2002 och 2012.
Kören har även givit konserter på Mix Musikcafé, i Musikmuseet, som sänts i Sveriges Radio P2 både 1993 och 1997.  Kören utsågs till veckans artister i radioprogrammet Freja! som sändes i Sveriges Radio P1 1996. 
Kören upplöstes officiellt våren 2016.